# 에두아르드 로마뉴타
에두아르드 에두아르도비치 로마뉴타(우크라이나어: Едуард Едуардович Романюта, 1992년 10월 23일 ~ )는 우크라이나의 가수이다. 오스트리아 빈에서 열린 유로비전 송 콘테스트 2015에서 노래 "I Want Your Love"를 통해 몰도바 대표로 참가했지만 콘테스트의 그랜드 파이널 진출에 실패했다.